# 1883 en science
| Années de la science : 1880 - 1881 - 1882 - 1883 - 1884 - 1885 - 1886    |
| Décennies de la science : 1850 - 1860 - 1870 - 1880 - 1890 - 1900 - 1910 |

Cet article présente les faits marquants de l'année 1883 en science.

## Événements

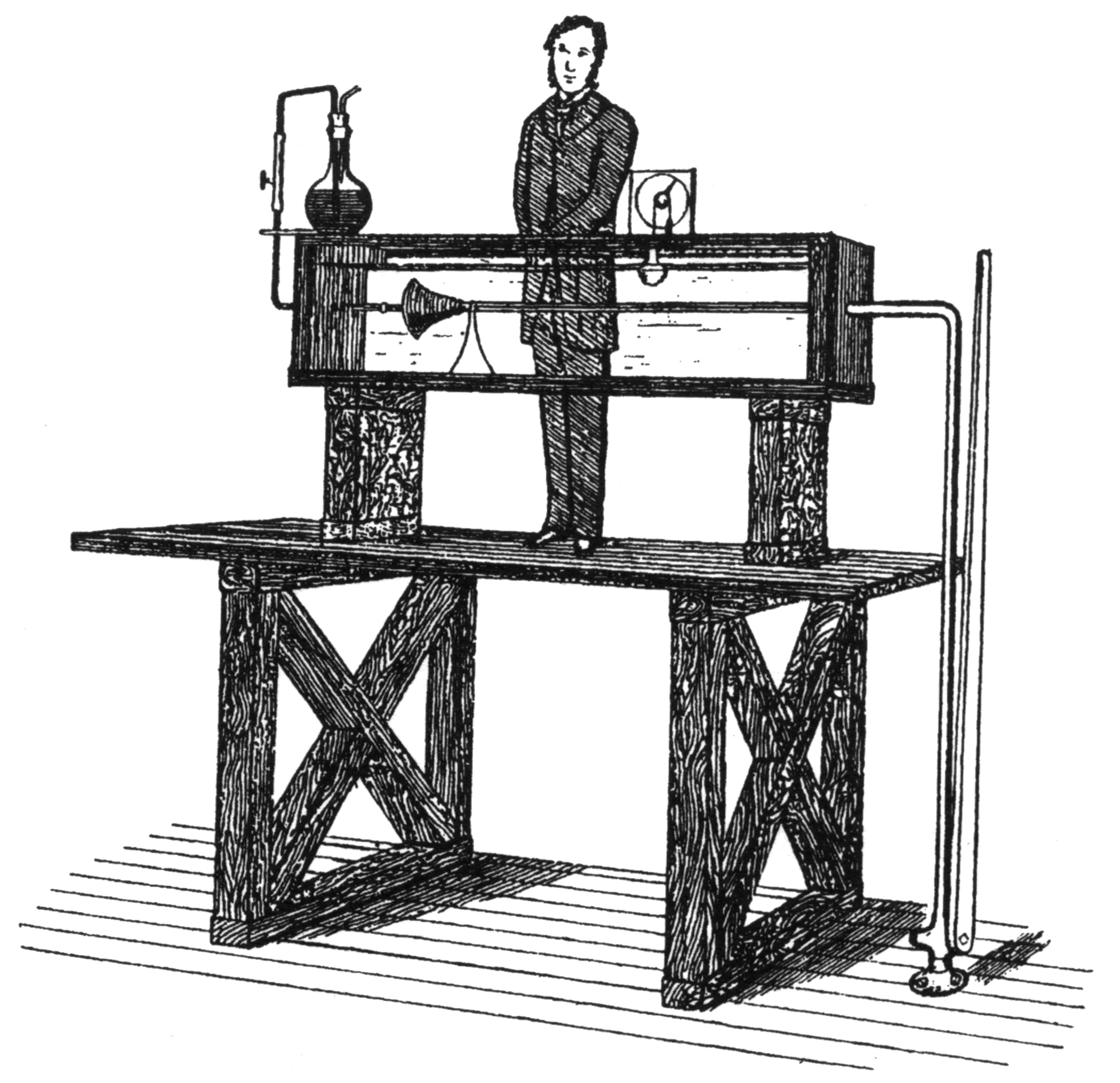
Illustration extraite de la publication du physicien Osborne Reynolds. L’eau s’écoule depuis le réservoir au niveau de l’expérimentateur jusqu’au sous-sol à travers une tuyauterie transparente. La nature turbulente ou laminaire de l’écoulement peut ainsi être observée précisément.

- 15 mars : l'ingénieur britannique Osborne Reynolds introduit le nombre de Reynolds, un nombre sans dimension d'un écoulement visqueux dans un article intitulé An experimental investigation of the circumstances which determine whether the motion of water in parallel channels shall be direct or sinuous and of the law of resistance in parallel channels, publié dans les Philosophical Transactions of the Royal Society[1].
- 20 mars : convention de Paris sur la protection de la propriété intellectuelle. Réalisation de l’Union pour la protection internationale de la propriété industrielle (système des brevets)[2].
- 6 juin : dans son mémoire présenté à l'Académie des sciences de Suède intitulé Recherches sur la conductibilité galvanique des électrolytes[3], le chimiste suédois Svante Arrhenius développe la théorie des ions pour expliquer la conductivité dans les électrolytes[4].
- 12 août : le dernier spécimen de Quagga, une sous-espèce de zèbre d'Afrique du Sud, meurt en captivité au zoo d'Amsterdam.
- 27 octobre : le chimiste britannique Carl Friedrich Claus (en) obtient un brevet à Paris pour un procédé pour extraire du soufre de l'hydrogène sulfuré[5] (brevets britanniques 3608 du 29 juillet et 5070 du 25 octobre[6]).

- Le physiologiste britannique Francis Galton découvre les ultrasons et met au point le « sifflet à ultrasons »[7].
- Le scientifique britannique Francis Galton crée le terme « eugenics »[8].

### Technologie
- 24 mars : premières expériences de liaison téléphonique longue distance entre New York, Cleveland et Chicago[9],[10].
- 26 juin : l'ingénieur britannique d'origine américaine Hiram Maxim dépose un premier brevet pour une mitrailleuse à canon unique[11].
- 8 octobre : essai du premier ballon dirigeable électrique de Gaston et Albert Tissandier entre Auteuil et Croissy-sur-Seine, au-dessus du Bois de Boulogne, du Mont Valérien et Rueil[12].
- 16 et 22 décembre : l'ingénieur Gottlieb Daimler reçoit deux brevets pour un moteur à combustion interne à quatre temps, le premier pour le moteur à explosion à allumage à tube incandescent, le second pour la régulation de la vitesse de rotation du moteur par la soupape d'échappement[13].

- Le savant russe Constantin Tsiolkovski, dans un ouvrage inédit intitulé  L'Espace libre, présente les concepts fondamentaux pour la construction de fusées à réaction comme le seul moyen de quitter la gravité terrestre pour le vide spatial[14].

- Nikola Tesla met au point à Strasbourg le premier moteur à induction utilisant le courant alternatif[15] (brevets déposés du 12 octobre 1887 à décembre 1887, accordés le 1er mai 1888[16]). Il est commercialisé par la firme Westinghouse à partir 1892.

## Publications
- Georg Cantor : Fondements pour une théorie générale des ensembles.
- Vassili Dokoutchaïev : Russian Chernozem. Le géographe russe fonde la science de la pédologie.
- Ernst Mach : La mécanique. Exposé historique et critique de son développement

## Prix
- Médailles de la Royal Society
  - Médaille Copley : Lord Kelvin
  - Médaille Davy : Marcellin Berthelot et Julius Thomsen
  - Médaille royale : John Scott Burdon-Sanderson, Thomas Archer Hirst

- Médailles de la Geological Society of London
  - Médaille Lyell : William Benjamin Carpenter
  - Médaille Murchison : Johann Heinrich Robert Göppert
  - Médaille Wollaston : William Thomas Blanford

## Naissances

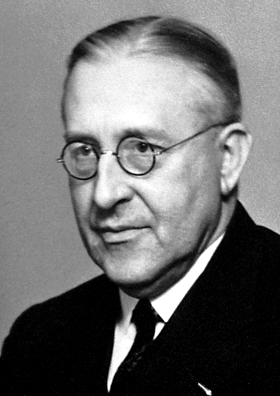
Victor Franz Hess

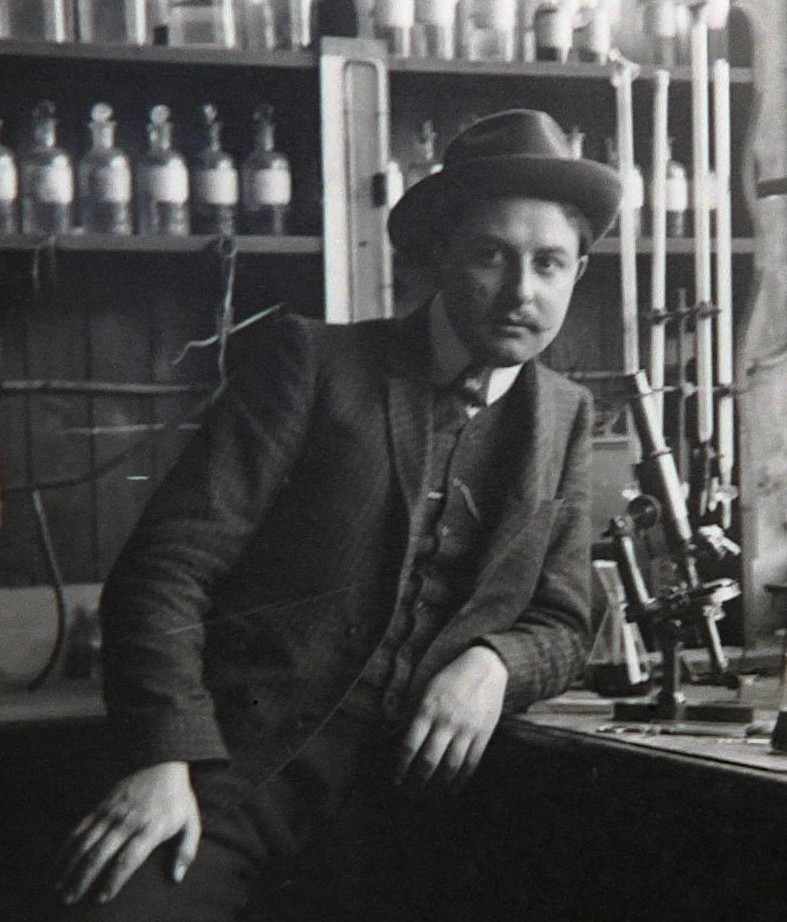
Maurice de Keghel

- 8 janvier : Pentti Eelis Eskola (mort en 1964), géologue finlandais.
- 30 janvier : Aylward Manley Blackman (mort en 1956), égyptologue anglais.

- 7 février : Paul Alsberg (mort en 1965), médecin et anthropologue allemand.
- 8 février : Joseph Schumpeter (mort en 1950), théoricien et économiste austro-américain.

- 2 mars :
  - Leonard Colebrook (mort en 1967), physiologiste et bactériologiste anglais.
  - Manuel Gamio (mort en 1960), archéologue, sociologue et anthropologue mexicain.
- 5 mars : Marius Barbeau (mort en 1969), anthropologue et ethnologue québécois.
- 19 mars : Walter Norman Haworth (mort en 1950), chimiste britannique.

- 2 avril : Paul Radin (mort en 1959), anthropologue américain.
- 12 avril : Clarence Irving Lewis (mort en 1964), philosophe et logicien américain.
- 17 avril : Curt Nimuendajú (mort en 1945), ethnologue brésilien d'origine allemande.
- 19 avril : Richard von Mises (mort en 1953), ingénieur et probabiliste autrichien.
- 26 avril : Arthur Maurice Hocart (mort en 1939), administrateur colonial, un archéologue et un anthropologue franco-britannique.

- 1er mai : Adolf Naef (mort en 1949), zoologiste et paléontologue suisse.
- 13 mai : Georgios Papanicolaou (mort en 1962), biologiste grec.
- 28 mai : Vladimir Aleksandrovich Kostitzine (mort en 1963), bio-mathématicien russe.

- 5 juin : John Maynard Keynes (né en 1946), économiste britannique.
- 7 juin : Sylvanus Morley (mort en 1948), archéologue et épigraphiste américain.
- 12 juin : Robert Harry Lowie (mort en 1957), ethnologue américain.
- 24 juin : Victor Franz Hess (mort en 1964), physicien autrichien et américain, prix Nobel de physique en 1936.
- 30 juin : Battiscombe George Gunn (mort en 1950), égyptologue anglais.

- 6 juillet : Arnold Kohlschütter (mort en 1969), astronome et astrophysicien allemand.
- 25 juillet : Felix De Roy (mort en 1942), astronome belge.
- 29 juillet : Henry Robertson Bowers (mort en 1912), explorateur écossais.

- 9 août : Maurice de Keghel (mort en 1965), chimiste et industriel français.

- 8 octobre :
  - Ielpidifor Anempodistovitch Kirillov (mort en 1964), mathématicien et physicien soviético-russe.
  - Otto Heinrich Warburg (mort en 1970), médecin et physiologiste allemand, prix Nobel de physiologie ou médecine en 1931.
- 27 octobre : Aleksandr Fersman (mort en 1945), géochimiste et minéralogiste soviétique.

- 2 novembre :
  - Alberto María De Agostini (mort en 1960), missionnaire italien, qui fut tout à la fois explorateur, écrivain, photographe, géographe, ethnologue et montagnard, connu pour ses expéditions en Patagonie.
  - Gustave Yvon (mort en 1972), ingénieur-opticien français.

- 5 décembre : Oric Bates (mort en 1918), historien et archéologue américain.
- 20 décembre : Pierre Lecomte du Noüy (mort en 1947), mathématicien, biophysicien, écrivain et philosophe français.
- 25 décembre :
  - Hana Meizel (morte en 1972), agronome israélienne d'origine russe.
  - Frances Wood (morte en 1919), chimiste et statisticienne anglaise.
- 26 décembre : Frank Debenham (mort en 1965), géologue et géographe australien.

## Décès

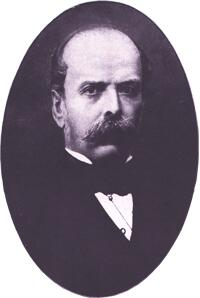
Filippo Pacini en 1870.

- 15 janvier : Hermann Friedrich Stannius (né en 1808), physiologiste allemande.

- 28 février : Louis-Adolphe Bertillon (né en 1821), médecin, statisticien et anthropologue français.

- 26 mars : Emmanuel-Louis Gruner (né en 1809), ingénieur français d’origine suisse.
- 27 mars : James Manby Gully (né en 1808), médecin thermaliste britannique.

- 14 avril : William Farr (né en 1807), médecin épidémiologiste et statisticien britannique.
- 18 avril : Édouard Roche (né en 1820), mathématicien et astronome français.
- 20 avril : Wilhelm Peters (né en 1815), zoologiste et explorateur allemand.
- 27 avril : Édouard Roche (né en 1820), mathématicien et astronome français.

- 27 mai : Amédée Burat (né en 1809), géologue français.

- 18 juin : John James Waterston (né en 1811), ingénieur et physicien écossais.
- 25 juin : Édouard Filhol (né en 1814), scientifique et homme politique français.
- 26 juin : Sir Edward Sabine (né en 1788), astronome britannique.
- 27 juin : William Spottiswoode (né en 1825), mathématicien et physicien britannique.

- 9 juillet : Filippo Pacini (né en 1812), anatomiste italien.

- 25 août : Heinrich Ludwig Hermann Müller (né en 1829), botaniste et zoologiste allemand.

- 9 septembre : Victor Puiseux (né en 1820), mathématicien et astronome français.
- 15 septembre : Joseph Plateau (né en 1801), physicien et mathématicien belge. Il a découvert la synthèse du mouvement.
- 19 septembre : Louis Thuillier (né en 1856), physicien et biologiste français.
- 27 septembre : Oswald Heer (né en 1809), géologue et naturaliste suisse.

- 5 octobre : Joachim Barrande (né en 1799), géologue et paléontologue français.
- 12 octobre : John Lawrence Smith (né en 1818), chimiste américain.

- 15 novembre : John Lawrence LeConte (né en 1825), entomologiste américain.

- 7 décembre : Sergueï Beljawsky (mort en 1953), astronome russe.
- 9 décembre : François Lenormant (né en 1837), assyriologiste et archéologue français.
- 23 décembre : Antoine Yvon Villarceau (né en 1813), ingénieur, astronome et mathématicien français.